# Tito Livio Ferreira
Tito Livio Ferreira (Itapuí, 4 de junio de 1894–São Paulo, 15 de diciembre de 1988) fue un historiador brasileño. Sus trabajos inauguraron una tesis que vendría a dar nombre a su libro: Brasil nunca fue colonia.

## Biografía
Tito Livio Ferreira fue un historiador, profesor de historia de la Edad Media y la Historia de Portugal en la Facultad de Filosofía de San Benito de la Universidad Católica de San Pablo, y escritor brasileño. Fue profesor de los tres niveles. Le enseñó francés en el Gimnasio Ipiranga, profesor de Historia Antigua, Medieval y de las Américas en la PUC-SP. Se imparte Curso de Extensión Universitaria de la PUC de Porto Alegre-RS en 1962 en la historia de Portugal. Fue uno de los fundadores del Centro del Profesorado Paulista. Colaboró durante treinta años, regularmente en varios periódicos paulistas, entre ellos la Gazeta y el Estado de San Pablo.

## Tesis
Para Tito Livio Ferreira el sacerdote fue el verdadero fundador de la ciudad de San Pablo. 
En el libro "La Masonería en la Independencia Brasileña", escrito en coautoria con su hermano Manoel Ferreira, presenta una impresionante colección de documentos, y fue base de donde grandes historiadores establecieron muchas de sus tesis.
Para Livio Ferreira una condición previa para comprender el historia de Brasil es una comprensión más profunda de la historia de Portugal, lo que único en el concierto de las naciones europeas (primera nación compuesta por Europa - 1385), explica la historia de Brasil, igualmente singular en el ámbito de las Américas. Así, retrocederemos hasta que el Condado Portucalense fue regalado por León y Castilla a Henrique de Bourbon, un príncipe de los Capeto, por su matrimonio con la princesa castellana Dna. Tereza. Después de la muerte de Enrique, su hijo Afonso Henriques busca independizarse de la influencia española y tiene el apoyo de la gran contingente templario con sede en Portugal. Esta conexión con los Templarios influenciará fuertemente en la formación del futuro Reino y su destino.
Lívio Ferreira destaca que ya en la cresta de la Edad Media a la Lusitania empeza a reorganizar el Municipio romano, bajo el nombre de Consejos, que surgen como gremios defensores de las libertades y derechos del pueblo, agrupando los poderes judicial, legislativo y ejecutivo, ejercidos por los  boni-hominis  elegidos por el pueblo. Así, en la antigua monarquía creado por  Afonso Henriques (Afonso I) en 1140, fue aclamado rey por sus vasallos. De ahí que se considere que el poder residía en la Nación, que lo delegaba al soberano, que si fuera contra las leyes estatutarias y violara las costumbres del Reino podía ser depuesto. En 1254 en las cortes de Leria, al lado del Rey, en el Consejo de su majestad figuran los representantes del pueblo por primera vez en Europa. Por lo tanto la tradición y observada cuando la 22/1/1532, Martim Afonso de Sousa preside la 1a elección libre y popular realizada en las Américas al instalar la Cámara de Concejales de San Vicente. Cabe señalar que mientras no hubo elecciones en las Américas inglesa y española hasta la fecha de la independencia de esos pueblos, en Brasil, desde entonces las elecciones populares se realizaban anualmente de acuerdo con la ley electoral capitulada en las Ordenaciones del Reino.
Cuando el templarios se extingue por papa Clemente V en 1312, el entonces rey de Portugal  Denis de Portugal, crea la Orden de Cristo para albergar a sus miembros. Aunque se trata de un golpe en Portugal, que tenía poderosos aliados en las reclamaciones Templar contra la conquista española, este hecho plantea la decisión del rey para actualizar la navegación con objetivos de expansión comercial y territorial. Tal intento contaría ciertamente con el conocimiento y posesiones templarias. D. Diniz no vivió para ver cumplido sus planes, pero hace que sus hijos juran en su lecho de muerte no abandonarlos, ya que estaban destinados no sólo el poder y la riqueza, pero la supervivencia de la nación portuguesa.
Según sus estudios, la saga de descubrimiento y posterior principiam expansión portuguesa en 1415, después de la  batalla Ceuta, cuando Henry el navegador crea en Lagos, en el Algarve, la Escuela Naval de Sagres , la 1ª Escuela Náutica del Mundo. En 1418 es nombrado por el Papa Martín V, Administrador Apostólico de la Orden Militar de la Caballería de Nuestro Señor Jesucristo, o Orden de Cristo. Las bulas papales de 1418, 1431, 1447, 1452, y 1454, estipulan que todas las tierras descubiertas por el Infante D. Henrique pertenecen a la Milicia y Orden de Cristo por los tiempos futuros perpetuos. Por lo tanto, 22/04/1500, Cabral incorpora los activos de la Orden de Cristo la tierra de la Vera Cruz, después de la provincia de Santa Cruz, a saber, Brasil pertenecía a Portugal o la Corona portuguesa, pero valió la pena la orden de Cristo y gobernado por la monarquía portuguesa.
Tres siglos más tarde Juan VI de Portugal de dinastía de Braganza en su tiempo considerado como un gran hombre de estado globalizando visión, aprendió a comprender el enorme potencial de su posesión de ultramar, y el 16 de diciembre de 1815 Establece el Reino Unido de Portugal, Brasil y Algarve y crea la primera comunidad global formada por la monarquía portuguesa (que sirvió como modelo para el Reino Unido de Gran Bretaña creó medio siglo más tarde, en 1867), uniendo a todos los sujetos portuguesa en un imperio en dos ocasiones mayor que el romano, abarcó el Reino de Portugal, el Reino de Brasil, Islas del Atlántico, Angola, Guinea, Mozambique (provincias africanas), Goa y Macao, (provincias de Asia), y Timor en Oceanía, compuesta por 10 carreras: En el siglo XXI, en el siglo XVIII, en el siglo XVIII, en el siglo XVIII, el Imperio Romano, derechos, sus mismas prerrogativas y su mismo idioma, todo ser sangre portuguesa (jus sanguinis) y el suelo (jus soli). El Reino Unido de Portugal, Brasil y Algarve tenía sede en Río de Janeiro, donde vivió desde 1808 la familia real.
Aunque la transferencia de la sede de la corona se precipitó frente a las guerras napoleónicas, cabe observar que se habían creado condiciones para ello. Esta transferencia se contempla en varias ocasiones desde mediados del siglo XVI (nota 5), y desde entonces ha tratado de establecer en Brasil una extensión del Reino de Portugal. Con Sousa llegar los primeros funcionarios, enviados por el rey Juan III (1502-1557, 15 rey de Portugal), y con ellos el Padre Manuel da Nobrega, primer secretario de Estado de Educación de Brasil, creando en 1549 la enseñanza público y gratuito con maestros jesuitas pagados por monarquía portuguesa que enseñó de acuerdo con los planes de estudio de la Universidad de Coímbra.